# 김신리

## 클럽 경력
김신리는 2024년 독일 하부리그에서 활약하다가 2024년 화성 FC에 합류하였다. 2025년에도 화성에서 K리그2를 누빌 수비수로 평가받으며 주전 또는 교체 옵션으로 기용되고 있다.

## 프로 통계
- **K리그2 2025 (7월 기준)**: 다수의 경기 출전, 자세한 출전 수 및 기록은 구단 기록 참고

## 특징
활동량이 풍부하고 다재다능한 수비 자원으로 평가받고 있다. 174cm의 준수한 체격과 대인 능력을 보유한 풀백 및 중앙 수비가 가능한 멀티 플레이어다.

## 기타
2025시즌에도 계약을 연장하며 팀의 핵심 수비진에 포함되었으며, 빠른 회복력과 경기 집중력이 두드러진다.